# جرل کراوس
جرل کراوس (انگلیسی: Jerelle Kraus؛ زادهٔ) کارگردان هنری، هنرمند و نویسندۀ اهل ایالات متحده آمریکا است.
وی همچنین برندهٔ جوایزی همچون برنامه فولبرایت شده‌است.

## سنین جوانی
جرل کراوس در کالیفرنیای جنوبی به دنیا آمد. مادر او جویس کراوس و پدرش دکتر اتو کراوس بود. مادرش، جویس کراوس در مدرسۀ ادیسون در برکلی تحصیل کرد و پدرش، اتو کراوس استاد ممتاز فلسفه در دانشگاه کالیفرنیا، لس آنجلس بود. جرل در کالج پومونا تحصیل کرد و دانشجوی سال دومی مبادله شده از کالج سوارثمور بود. او گواهینامۀ École nationale supérieure des Beaux-Arts در پاریس، مدرک کارشناسی و کارشناسی ارشد از دانشگاه کالیفرنیا، برکلی و محقق فولبرایت در مونیخ را دریافت کرد.